# Iden (kalender)
De Idus of Iden is de Romeinse term voor de dag van de volle maan, die valt op de 13e of 15e dag van een maand. Het woord is vooral bekend omdat Julius Caesar op de Idus van maart (15 maart) van het jaar 44 v.Chr. werd vermoord.
Net als het woord "Kalendae" (de eerste dag van een maand) is het Latijnse woord "Idus" een meervoudsvorm, die als tijdsbepaling vaak in de naamval ablativus werd gebruikt - bijvoorbeeld "Idibus Martiis", "op 15 maart".
In de maanden januari, februari, april, juni, sextilis (augustus), september, november en december vallen de Iden op de 13e. In de maanden maart, mei, quinctilis (juli) en oktober is het de 15e van de maand.